# Francisco Luis Lema
Francisco Luis Lema Barrientos (Jericó, 13 de agosto de 1919 - Ciudad Bolívar, † 27 de mayo de 1961) fue un sacerdote colombiano.

## Primeros años
Hijo de la familia conformada por la señora Concepción Barrientos y Antonio Lema. Al terminar sus estudios básicos ingresó al seminario San Juan Eudes de Jericó y posteriormente, en 1943 fue ordenado sacerdote por el obispo Antonio José Jaramillo Tobón.
Luego de su ordenación sacerdotal, Francisco Luis Lema comenzó su labor misional en el municipio de Betulia como coadjuntor, y posteriormente, en el mismo municipio, fue prefecto de disciplina y docente en el seminario. Tiempo después, fue nombrado vicario económico de la parroquia de Caramanta.

## Obra social
El padre Francisco Luis Lema fue un personaje que influyó en el desarrollo religioso y social del municipio de Ciudad Bolívar durante de las décadas de 1950 y 1960. Allí llegó por primera vez como párroco sustituto en 1950 y ese mismo año fue trasladado de la localidad. Fue solo hasta 1958 cuando por decisión de monseñor Antonio José Jaramillo Tobón volvió a la localidad como vicario ecónomo, cargo que ocupó hasta el 1 de octubre de ese mismo año cuando finalmente fue nombrado párroco de la Iglesia La Inmaculada Concepción de este municipio, el cual desempeñó hasta el día de su muerte.
Su importancia en la historia local de esta población se encuentra en el emprendimiento y desarrollo de obras sociales que permitieron que personas de bajos recursos tuvieran la facultad de mejorar su situación social y pertenecer a programas de vivienda, salud, educación y orfanato. Se preocupó en especial por los niños, viudas y ancianos y para ellos creó varias fundaciones en Ciudad Bolívar como la Escuela Eucarística para los infantes o el barrio san Vicente de Paúl.
Sobre estos actos lo recuerda el Pbro. Gonzalo Puerta quien hace la siguiente descripción:

“Se entregó totalmente a los más pobres y a los más necesitados. El padre Lema no podía ver a nadie sufriendo porque allí estaba él socorriéndole en sus necesidades. Se dice y a mí me tocó ver muchos ejemplos de él de ese espíritu de caridad y de amor que él sentía por los más pobres. De contarse que le daban en un almacén una camisa y si en el camino se encontraba a un pobre él se la regalaba [...] ver al padre Lema era ver a un hombre de caridad [que] le dejó a este pueblo ese legado y por eso es que en Ciudad Bolívar no se ha olvidado, no se ha perdido la imagen del padre Lema” 

Lo anterior se corrobora con la descripción realizada por el Pbro. Jorge Álvarez, quien en su libro histórico Parroquia de Ciudad Bolívar describe que el padre Lema 

“era ante todo un hombre de Dios, muy idealista, sin noción del dinero; se entregó del todo a los pobres y puede decirse que les entregó también la parroquia. A la hora de su muerte, cuando abrieron la caja fuerte para saber qué fondos tenía la parroquia, había en caja $ 0.15 y una deuda que resultaba difícil cancelarla; en el bolsillo de su humilde sotana le encontraron un mango y nada más” 

Si bien el Pbro. Francisco Luis Lema no fue oriundo de este municipio, su obra más importante y su legado más influyente se encuentra precisamente en esta localidad, donde aún después de medio siglo de su muerte, se le recuerda y venera siendo muchos los testimonios sobre su vida, obra e intercesiones personales las que se comentan. Algunos fieles señalan que recibieron favores del padre Lema en situaciones difíciles como secuestros, enfermedad y favores personales.
El periodo de trabajo social que emprendió el Padre Francisco Luis Lema en Ciudad Bolívar (1958-1961) coincidió con el clima de transformación espiritual emprendido desde la Santa Sede por su santidad Juan XXIII, quien en 1959 anunció de manera sorpresiva la transformación de la Iglesia desde lo que posteriormente se conoció como Concilio Vaticano II. Lo anterior videncia que las posturas sociales del padre Lema recibieron influencias y estuvieron en concordancia con las nuevas ideas religiosas que en ese entonces comenzaron a surgir en Europa durante la etapa de preparación del sínodo, del cual no logró ser testigo. Sin embargo, días antes de su muerte, el mismo papa profirió la carta Mater et magistra en la que trataba la pobreza como un mal de dimensiones mundiales en la sociedad moderna, idea compartida y defendida en la labor misionera del padre Lema.

## Accidente y muerte

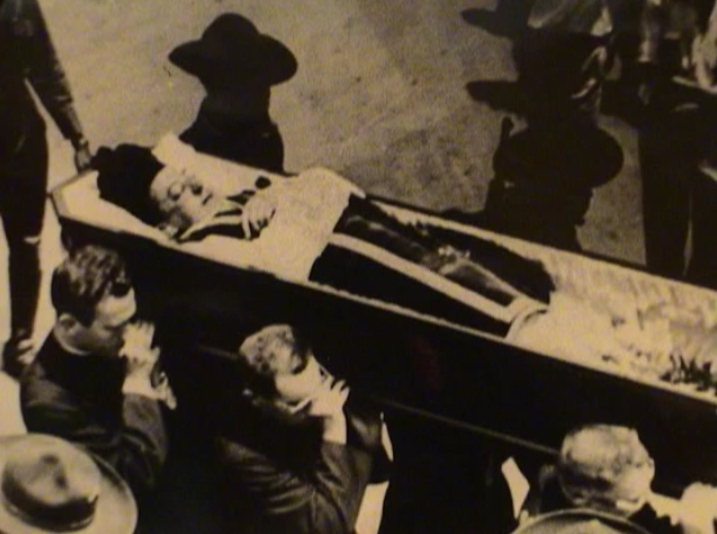
Funerales del padre Francisco Luis Lema en Ciudad Bolívar

Mientras se encontraba recibiendo clases de conducción impartidas por el señor Aicardo Puerta y estando acompañado del señor Germán Rico en las afueras del municipio, el padre Lema perdió el control del vehículo y cayeron a un precipicio, accidente que le costó la vida días después. Sus exequias fueron presididas por monseñor Augusto Trujillo Arango y su cuerpo fue conducido al municipio de Jericó donde fue sepultado en el mausoleo del clero ubicado en el cementerio. Solo fue hasta 1978 cuando por intercesión del párroco Jorge Álvarez, sus restos fueron trasladados a Ciudad Bolívar y depositados en el costado derecho de la Iglesia La Inmaculada concepción.
Durante la ceremonia de inhumación del cuerpo del padre Francisco Luis Lema, monseñor Trujillo Arango indicó que 

"sobre su vida nunca se clavó la espina de la duda o de la sospecha, ni la maledicencia ensombreció su ministerio sacerdotal. El pueblo todo es testigo de como él llevó con dignidad y con santidad el don de su sacerdocio en beneficio de los hombres [...] Los pobres han perdido un padre ¿En cuántos hogares pobres hoy falta el pan que se servía a la mesa, porque el padre Lema lo llevaba silenciosamente?" 

En la actualidad el lugar del accidente se conoce popularmente como "El Cristo", donde se encuentra su calvario y es centro de peregrinación diaria, donde fieles de diversas partes del suroeste de Antioquia se dirigen a realizar sus peticiones al padre Lema. En su calvario hay múltiples placas de agradecimiento y es en la época de Semana Santa donde los fieles más concurren a este lugar a hacer sus peregrinaciones cristianas.

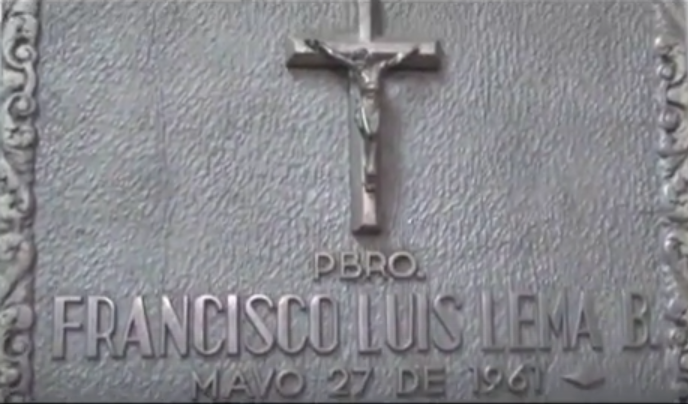
Lápida del padre Lema que se conserva en la actualidad en el museo religioso Eufrasio Rojas de Ciudad Bolívar.
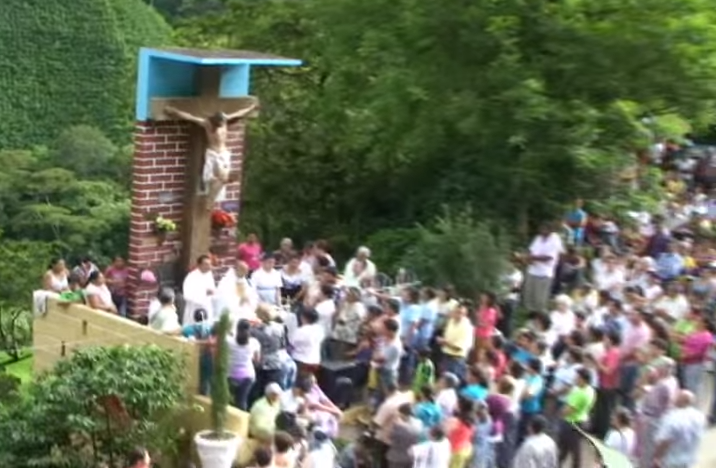
Calvario del padre Lema en las afueras de Ciudad Bolívar.
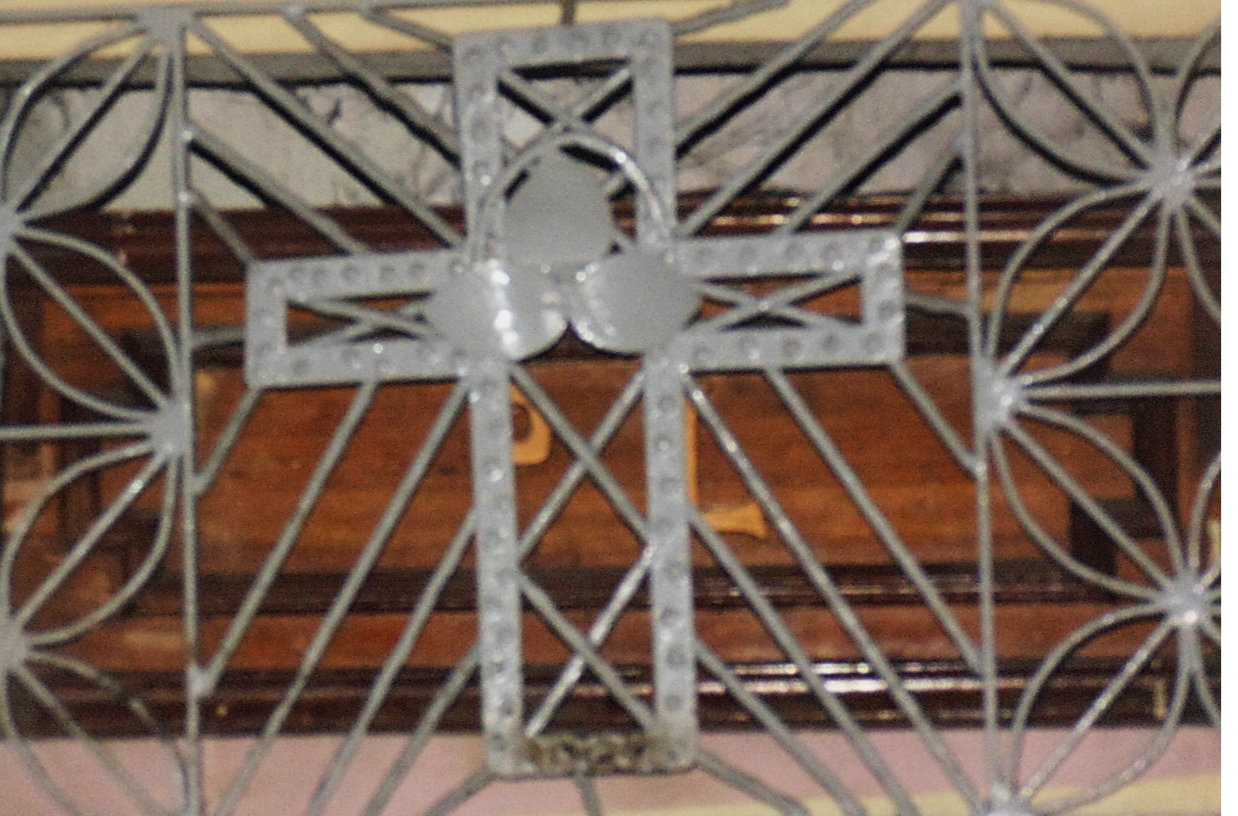
Urna que contiene los restos mortales del padre Lema en la Iglesia Inmaculada Concepción de Ciudad Bolívar.
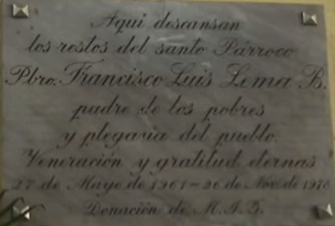
Lápida que acompaña la urna mortal del padre Lema
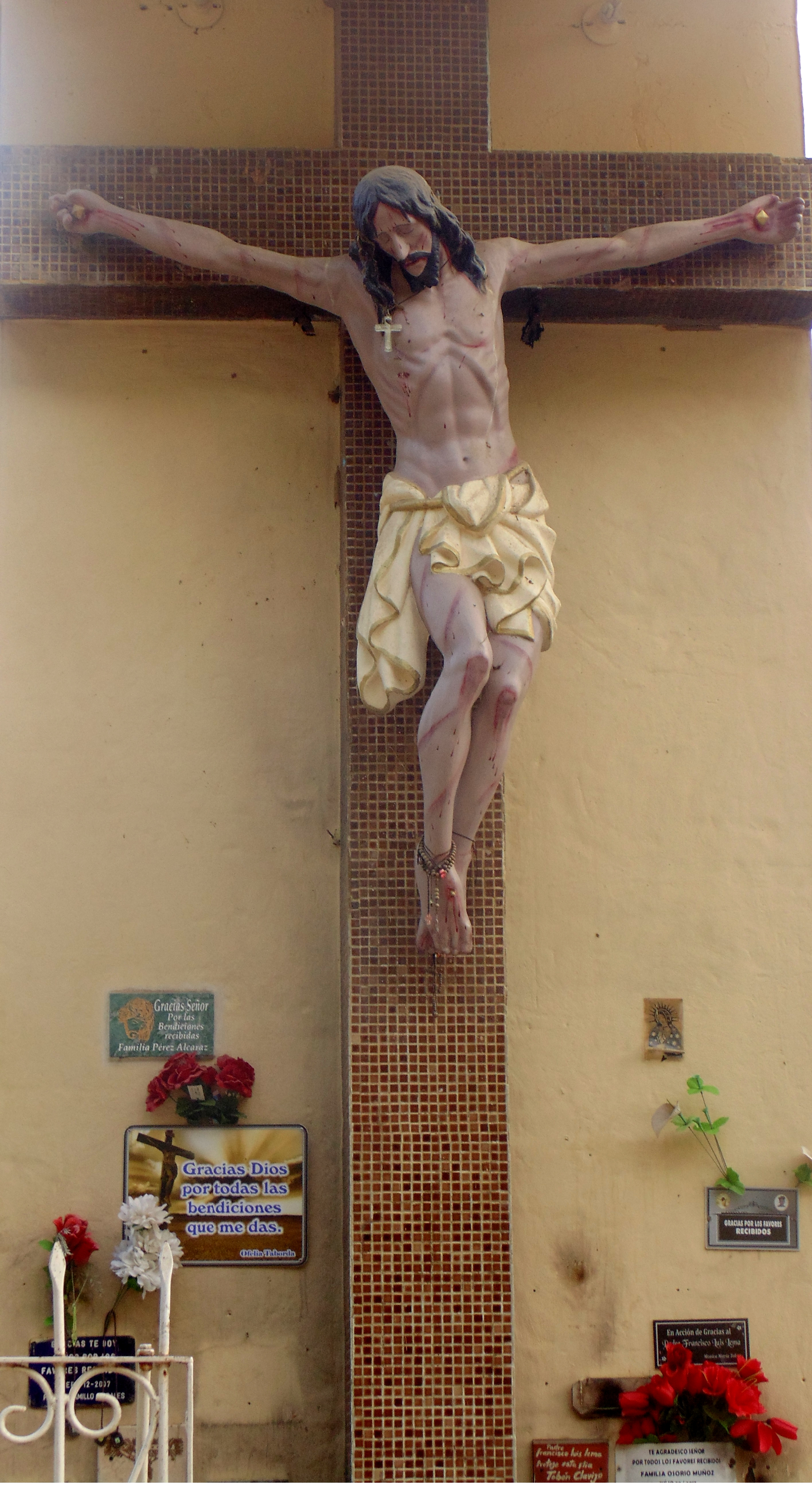
El Cristo, lugar de peregrinación donde ocurrió el accidente del padre Lema.
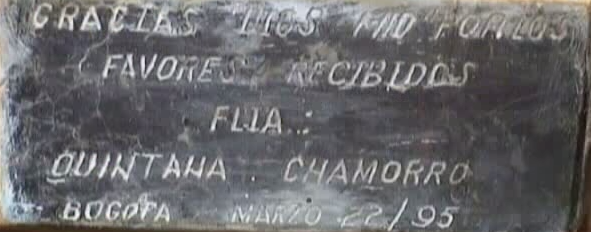
Placa de agradecimiento por los favores recibidos en el calvario del padre Lema
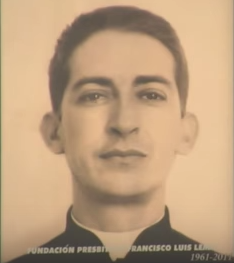
Foto, de la Fundación Presbítero Francisco Luis Lema, se halla sobre su féretro en la Iglesia Inmaculada Concepción de Ciudad Bolívar

## Obras enCiudad Bolívar

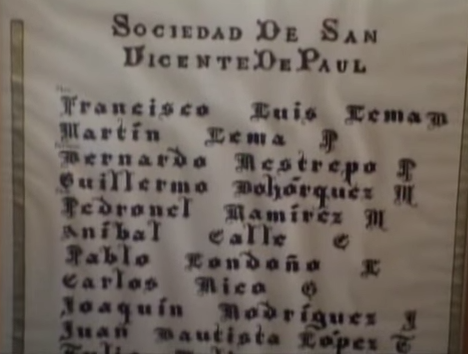
Listado de fundadores San Vicente de Paúl

- Asilo de Ancianos San Pedro Apóstol
- Escuela Eucarística del barrio Pio XII
- Escuela Eucarística en el Edificio Cancel (escuela de varones)
- Escuela Eucarística del barrio la Floresta (posterior Escuela Francisco Luis Lema)
- Sociedad San Vicente de Paúl
- Planos finales de la capilla de la Ermita
- Fundación de las limosnas para los pobres
- Barrio Pío XII

## Legado
En la actualidad, siguiendo la labor pastoral y misional con los pobres existe una fundación en el municipio de Ciudad Bolívar que lleva su nombre y que se encarga de recolectar ayudas para las personas más necesitadas del municipio.
En este sentido, la fundación se encarga de realizar basares públicos, colectas, rifas a fin de conseguir recursos que permitan ayudar a las familias más necesitadas del municipio, tal cual lo hizo el presbítero Francisco Luis Lema cuando fundó las misiones para los pobres en Ciudad Bolívar.